# Claudine (película)
Claudine es una película de comedia dramática romántica estadounidense de 1974, producida por Third World Films y distribuida por 20th Century Fox , protagonizada por James Earl Jones, Diahann Carroll y Lawrence Hilton-Jacobs .
La película se estrenó el 22 de abril de 1974 y recaudó alrededor de 6 millones de dólares, un éxito modesto para la época. Fue elogiado por mostrar una nueva dimensión en el cine negro durante el apogeo de la blaxploitation.

## Sinopsis
Claudine es una madre soltera que vive en Harlem. Para poder mantener a sus seis hijos se ve obligada a trabajar como criada, situación que oculta a los servicios de asistencia social para poder beneficiarse de su ayuda; pero las cosas se complican cuando se enamora.

## Reparto
- Diahann Carroll como Claudine.
- James Earl Jones como Roop.
- Lawrence Hilton-Jacobs como Charles.
- Tamu Blackwell como Charlene.
- David Krüger como Paul.
- Roxie Roker como Winston.
- Art Evans

## Producción
La producción de la película comenzó en agosto de 1973. La ubicación de esta película fue en Edgecombe Avenue y 140th street en Harlem en un área llamada Sugar Hill . La última toma de Claudine y su familia caminando junto con Rupert fue filmada varias semanas después de que finalizara la fotografía principal .
La actriz Diana Sands fue originalmente elegida como Claudine, pero después de solo una semana de filmación, Sands enfermó y no pudo continuar. Justo antes de su muerte, Sands llamó a Carroll e insistió en que ella tomara el papel en su lugar.

### Banda sonora
Curtis Mayfield escribió y produjo la banda sonora y la banda sonora de la película, cuya voz es interpretada por Gladys Knight & the Pips. La banda sonora de Claudine fue lanzada en Buddah Records, el sello discográfico del grupo, y "On & On", la canción principal de la película, fue un éxito # 5 para Knight and the Pips en la lista de singles de Billboard Pop en 1974.

## Recepción

### Reconocimiento
- 1974: Nominada al Oscar: Mejor actriz (Diahann Carroll)
- 1974: 3 Nom. Globos de Oro: Actor (Jones), actriz (Carroll) y canción

¨*1974: Sindicato de Guionistas (WGA): Nominada a Mejor guion original comedia